# 살인 명령
"살인 명령"은 1965년 공개된 대한민국의 영화이다.

## 배역
- 신영균
- 김혜정
- 김석훈
- 주증녀
- 전창근
- 이예춘
- 김동원
- 이향
- 최성훈
- 임해림
- 김칠성
- 지방열
- 이예민
- 박철
- 독고성
- 이상사